# Necopinatum mirabile
Necopinatum mirabile är en djurart som tillhör fylumet trögkrypare, och som beskrevs av Giovanni Pilato 1971. Necopinatum mirabile ingår i släktet Necopinatum och familjen Necopinatidae. Inga underarter finns listade i Catalogue of Life.